# Прапор Тунісу
Прапор Тунісу — один з офіційних символів держави Туніс. Переніс дуже мало змін після прийняття в 1831 році султаном Хассином Першим. Зірка і півмісяць вказують на історичні зв'язки з Османською імперією.

## Стандарт

Колишній прапор Тунісу (до 1999 року)

Точний вид туніського прапора вперше був законодавчо визначений статтею 4 конституції країни від 1 червня 1959: «Прапор Республіки Туніс — червоний, що має, відповідно до закону, посередині білий круг з п'ятипроменевою зіркою та півмісяцем, що оточує її».

Cучасний прапор Тунісу (з 1999 року)

Органічний закон № 99-56 від 30 червня 1999, прийнятий 3 липня Палатою представників країни, визначив туніський прапор більш точно, уточнивши статтю 4 конституції. Прапор був визначений як червоне прямокутне полотнище з відношенням ширини до довжини, рівним 2/3. На прапорі зображений білий круг, діаметр якого дорівнює одній третині довжини прапора, а центр знаходиться на перетині діагоналей. Червона п'ятипроменева зірка розташована у правій частині кола, її центр розташований на відстані 1/30 довжини прапора від центру білого кола.
Діаметр уявного кола, на якій розташовані вершини п'ятипроменевої зірки, дорівнює приблизно 15 % довжини прапора. Вершини розташовані на рівній відстані один від одного, причому одна з них розташована на горизонтальній медіані прапора, ліворуч від центру кола. З лівого боку зірка оточена червоним півмісяцем, утвореним перетином двох дуг, причому діаметр зовнішньої душі дорівнює 1/4 довжини прапора, а діаметр внутрішньої — 1/5 довжини прапора.
Прапор, який використовується президентом Тунісу, має у верхній частині напис «для Батьківщини» (араб. للوطن), виконану золотом. Три сторони президентського прапора обшиті золотисто-жовтою бахромою, а біля древка закріплена червона стрічка з золотою облямівкою, яка доходила до нижньої межі прапора, і білим диском із зіркою і півмісяцем внизу.
Стаття 4 конституції обумовлює наявність технічного досьє, що містить модель прапора, і креслення із зазначенням розмірів і кольорів прапора.